# Erotica
Erotica е името на петия студиен албум на Мадона, издаден през 1992.

## История
„Erotica“ („Еротика“) е петият студиен албум на американската певица и текстописка Мадона, издаден на 20 октомври 1992 г. от Maverick Records. Албумът е пуснат едновременно и с първата ѝ книга „Секс“. На 6 януари 1993 г. RIAA му дава двойно платинен статус, отчитайки продажби от 2 милиона копия в САЩ. До днес по целия свят са продадени на 5 млн. копия.

## Информация за албума
В албума „Erotica“ основната концепция е сексуалността. Всяка песен показва различен аспект на сексуалността, използвайки обикновено сексуални връзки. Текстовете на песните не свързват секса и сексуалните връзки с традиционните идеали за романтика.
„Erotica“ е албумът, заради който наричат Мадона „студена и пресметлива“. Това е албумът, който едва не съсипва кариерата ѝ и заради когото тя не може да си възвърне напълно славата в Америка.
Албумът води през фантазиите на Мадона, изразени чрез есид джаз, хаус и хип-хоп под вещото ръководство на Шеп Петибоун и Андре „Дре“ Бетс.
Интересно е да се отбележи, че песента „In This Life“ („В Този Живот“) е базирана на Прелюдия № 2 на Джордж Гершуин.
Намеренията на Мадона били албумът да бъде съпровод на нейната книга „Секс“, която има същата снимка на корицата – оцветен негатив на лицето на певицата в стил а ла Анди Уорхол, от когото Мадона черпела вдъхновение по време на нейния т. нар. „период Еротика“ (например видеоклиповете към „Erotica“ и „Deeper and Deeper“ били заснети в стил, идентичен на този на филмите на Уорхол, като Мадона очевидно отдавала почит на Еди Седжуик във „Deeper and Deeper“).
Това е първият албум на Мадона, който носи стикер с надпис „Родителски контрол“ (единствените други два са „American Life“ от 2003 и концертният „The Confessions Tour“). „Чиста“ версия на албума била пусната, като единствената разлика била премахването на песента „Did You Do It?“ поради твърде сексуалното ѝ съдържание.
Първоначално „Bad Girl“ („Лошо Момиче“) е планирана като 2-ри сингъл, но поради враждебната реакция към книгата ѝ, песента бива изтеглена като трети сингъл.

## Противоречия
Това е албумът, който едва не съсипва кариерата и заради когото тя не може да си възвърне напълно славата в Америка. Но изкуството изисква жертви, а заради това произведение на изкуството определено си струва да се рискува. Erotica e най-предизвикателното и лудо нещо, в което Мадона някога се е забърквала. Албум с най-красиви текстове. Албумът, повдигащ мистичното було на секса, за да ни приеме в свят на болката и на екстаза, на радостта от живота и болката от загубата; алумът, който ни напомня, че трябва да мислиш, за да не забравиш как се чувства. Една от перлите е „Where Life Begins“ – ода за оралната любов. „Secret Garden“ е едно разцъфващо цвете на женствеността и желанието за осъществяване с леки намеци за майчинство. „Rain“ – дъждът на надеждата... „Waiting“ – гордата наранена жена. И така нататък и така нататък... албумът те води през фантазиите на Мадона, изразени чрез есид джаз, хаус и хип-хоп под вещото ръководство на Шеп Петибоун и Андре „Dre“ Бетс. Албумът, който 17 години след издаването си не звучи dated. Албумът – ода, посветена на най-красивата от чисто човешките ни нужди – Секса в цялото му величие и прелест, представени от Мадона.

## Списък на песните
1. „Erotica“ – 5:17
2. „Fever“ – 5:00
3. „Bye Bye Baby“ – 3:56
4. „Deeper and Deeper“ – 5:33
5. „Where Life Begins“ – 5:57
6. „Bad Girl“ – 5:21
7. „Waiting“ – 5:46
8. „Thief of Hearts“ – 4:51
9. „Words“ – 5:55
10. „Rain“ – 5:24
11. „Why's It So Hard“ – 5:23
12. „In This Life“ – 6:23
13. „Did You Do It?“ – 4:54
14. „Secret Garden“ – 5:32